# Lusigny-sur-Barse
Lusigny-sur-Barse je francouzská obec v departementu Aube v regionu Grand Est. V roce 2010 zde žilo 1 755 obyvatel.